# Trzęsienie ziemi na Alasce (1957)
Trzęsienie ziemi na Wyspach Andrejanowa na Alasce (1957) – trzęsienie ziemi, do jakiego doszło 9 marca 1957 roku. Epicentrum wstrząsów znajdowało się na południe od Andreanof Islands, należących do łańcucha Aleutów. Zdarzenie to stanowi jeden z najsilniejszych wstrząsów sejsmicznych znanych sejsmologii.

## Zdarzenie
Pierwsze wibracje wystąpiły o godzinie 4:22 rano czasu lokalnego. Ich epicentrum znajdowało się na południowy wschód od wyspy Adak. Wstrząsy o sile równej 8,6 magnitudy spowodowały m.in. powstanie szerokiej na 4,5 metra szczeliny na jednej z tamtejszych asfaltowych dróg.
Początkowo magnitudę trzęsienia oceniono na 9,1. Dopiero niedawno dokładniejsze badania pozwoliły zrewidować tę wartość do 8,6.
Bezpośrednio po wstrząsie, z regionu epicentrum zaczęły rozprzestrzeniać się fale tsunami. Uderzyły one w wybrzeża na przylądku Scotch oraz w zatoce Sand. Tsunami, rozprzestrzeniając się na Pacyfiku, dotknęło m.in. wybrzeża Kalifornii, Hawajów, Japonii, Salwadoru i Chile.
Po zasadniczym trzęsieniu ziemi, przez południową część archipelagu Aleutów – od wyspy Unimak po cieśninę Amchitka – przetoczyła się seria ponad trzystu wstrząsów wtórnych, zaś na wyspie Unimak obudził się, po dwustu latach uśpienia, wulkan Mount Vsevidof.

## Skutki
Na wyspie Adak trzęsienie ziemi spowodowało rozległe uszkodzenia infrastruktury (spękane drogi, dwa zawalone mosty), a także zniszczenia części siedzib mieszkalnych.
Na wyspie Unimak zniszczenia – spowodowane głównie wysokimi na piętnaście metrów tsunami – objęły rejon portowych doków. Ośmiometrowej wysokości fale zerwały część rurociągów w zatoce Sand, a na przylądku Scotch zmyły do morza wiele budynków.
Tsunami, przemieszczając się przez Pacyfik, spowodowały niewielkie straty w porcie San Diego, w Kalifornii, za to duże zniszczenia – oceniane na pięć milionów ówczesnych dolarów – na wyspach: Oʻahu i Kauaʻi na Hawajach, gdzie poważnie uszkodziły zabudowę dwóch osad.